# Султан Мурад-мирза
Шахзаде Султан Мурад Мирза (8 июня 1570 — 12 мая 1599) — могольский принц из династии Бабуридов, субадар Малвы (1590—1594), Берара (1596—1599) и Ассама (1595—1597), сын падишаха Империи Великих Монголов Акбара I Великого и Биби Салимы Султан (1570 — 1599). Дед по материнской линии Надиры Бану Бегум (1618—1659), жены шахзаде Дары Шукоха, старшего сына и наследника Шах Джахана I.

## Рождение и образование
Согласно автору Джахангир-наме, Мурад Мирза был сыном падишаха Акбара, рожденным от императорской служанки, такой же, как и его младший сводный брат, Даниал Мирза. Хотя некоторые источники сообщают, что его матерью была Салима Султан Бегум, жена Акбара.
Первоначально принц Мурад Мирза воспитывался Абу-ль-Фадль ибн Мубараком Аллами, визирем падишаха Акбара. Начиная с 1580 года, образованием занимались священники-иезуиты Антонио де Монсеррат (в качестве наставника) и Франсиско Аквавива, которые были приглашены самим Акбаром, чтобы научить принца португальскому языку и основам христианства.
Мурад-Мирза стал первым могольским принцем, получившим образование у западных священников-иезуитов. Как указывает аргентинский писатель, доктор Оскар Родольфо Гомес, принц Мурад-Мирза был первым человеком, получившим образование в парадигматической модели, созданной его отцом Джалалуддином Мухаммед Акбаром, 3-м далай-ламой Сонам Гьяцо и иезуитом Антонио де Монсерратом, результатом которой стала современная экзистенциальная модель.
Таким образом, Мурад Мирза стал первым человеком, получившим образование в результате слияния тибетского тантрического буддизма, ислама и христианства (Дин-и иллахи).

## Военное командование и смерть
В 1577 году (в возрасте семи лет) принцу Мураду было присвоено его первое воинское звание, получив чин мансаба в 7000 человек. В 1584 году, после того как он достиг половой зрелости, его мансаб был увеличен до 9000 воинов. С 1593 года принц Мурад командовал могольской армией в Декане. Он был неэффективным командиром во многом из-за своего пьянства. Его состояние привело к тому, что на смену ему пришел Абу-ль-Фадль Аллами, прибывший в лагерь Мурада в начале мая. Шахзаде Султан Мурад Мирза скончался от пьянства в форте Лахор 12 мая 1599 года.

## Семья
Одной из жен принца Мурада была Хабиба Бану Бегум, дочь крупного могольского аристократа и военачальника Мирзы Азиза Кока (1542—1624), известного как Хан Азим. Мирза Азиз Кока был молочным братом Акбара и сыном Джиджи Анги, приёмной матери Акбара. Свадьба Мурада Мирзы и Хабибы Бану Бегум состоялась 15 мая 1587 года, когда Мураду исполнилось семнадцать лет. Хабиба Бану Бегум стала матерью двух принцев, Рустама Мирзы (1588—1597) и Алама Султана Мирзы (род. 1590 — умер во младенчестве).
Другой женой Мурада-Мирзы была дочь Бахадур-Хана, сына и преемника Раджи Али-хана, правителя Хандеша. Акбар Великий устроил этот брак, чтобы получить дополнительную помощь от Хандеша в будущих военных действиях могольской армии в Декане. Их единственная дочь, Джахан Бану Бегум, стала в 1606 году женой принца Парвеза Мирзы (1589—1626), сына падишаха Джахангира.

## Губернаторства
- Малва (1590—1594)
- Берар (1596—1599)
- Ассам (1595—1597)

В 1595 году принц Мурад Мирза завоевал Ассам и стал его первым вице-королем.